# Atriplex confertifolia
Atriplex confertifolia es una especie de planta perteneciente a la familia de las amarantáceas. Es nativa del oeste de los Estados Unidos. 

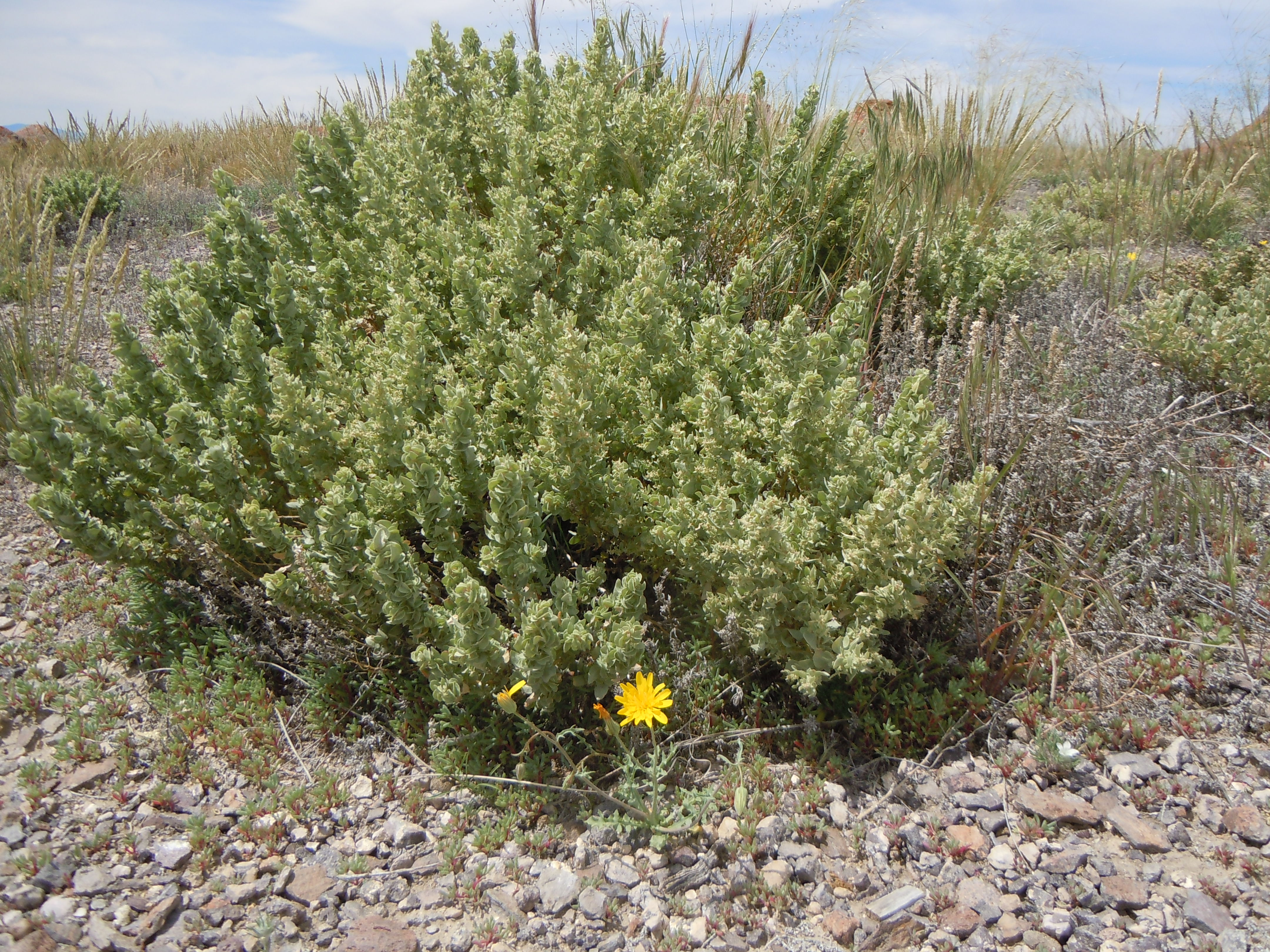
Vista de la planta

## Descripción
Atriplex confertifolia varía desde los 30 a 90 cm de altura. Las frutas y las hojas proporcionan en invierno una fuente importante de alimentación, tanto para el ganado doméstico como para los herbívoros nativos. En comparación con Atriplex canescens,  tiene las hojas más cortas y anchas y el fruto no tiene cuatro alas (aunque pueden tener dos alas en forma de una "V").

## Hábitat
Es una especie común, a menudo dominante, entre los arbustos en las zonas más bajas y secas de la Gran Cuenca en EE. UU. Prefiere los suelos de arena, con buen drenaje y es tolerante a condiciones moderadamente salinas.

## Taxonomía
Atriplex confertifolia fue descrita por Torr. & Frém. S.Watson y publicado en Proceedings of the American Academy of Arts and Sciences 9: 119, en el año 1874.
Etimología
Atriplex: nombre genérico latino con el que se conoce a la planta.
confertifolia: epíteto latino  que significa "con denso follaje.
Sinonimia
- Atriplex collina Wooton & Standl.
- Atriplex jonesii Standl.
- Atriplex sabulosa M.E.Jones
- Atriplex subconferta Rydb.
- Obione confertifolia Torr. & Frém.
- Obione rigida Torr. & Frém.[4]